# Mølholm Vandtårn
Mølholm vandtårn er et vandtårn fra 1929, som står i Mølholm i Vejle. Vandtårnet er 14 meter højt og vandtankens kapacitet er 40 kubikmeter. 